# Selección de voleibol de Finlandia
La selección masculina de voleibol de Finlandia  es el equipo masculino de voleibol representativo de Finlandia en las competiciones internacionales organizadas por la Confederación Europea de Voleibol (CEV), la Federación Internacional de Voleibol (FIVB) o el Comité Olímpico Internacional (COI). La organización de la selección está a cargo de la Suomen Lentopalloliito R.Y. - SLRY (Federación finlandesa de voleibol). 

## Historia
La selección finlandesa es la que más competiciones internacionales ha disputado entre las selecciones del norte de Europa (Dinamarca, Noruega y Suecia). Aunque nunca se ha clasificado por los Juegos Olímpicos (Suecia lo logró en 1988), ha disputado 7 veces el Mundial (la primera en el Mundial de Unión Sovíetcica de 1952) y 14 veces el   Campeonato Europeo, organizando la competición en 1977 y 1993. En el torneo disputado en 2007 en Rusia, ha conseguido su mejor resultado. Tras ganar el Grupo D (por delante de equipos más prestigiosos como Bulgaria y Italia) y acabar en segundo lugar la segunda fase de grupos por detrás de Rusia, se calificó por las semifinales donde fue derrotada por 3-2 por España (eventual campeona del torneo); también cayó en la final por el bronce ante Serbia.
Ha disputado la ediciones de 2004 y 2005 de la  Liga Europea acabando en segundo lugar la segunda, siendo derrotada por Rusía po 3-0 en la final; a partir de 2006 se califica cada año por la  Liga Mundial (en la cual ya jugó por primera vez en 1993) y su mejor registro hasta la fecha es el 7° puesto en la edición de 2007.

## Historial
| Juegos Olímpicos      |
| --------------------- |
| - Sin participaciones |

| \| - 1949: No clasificada - 1952: 11° - 1956: No clasificada - 1960: No clasificada - 1962: 18° \| - 1966: 19° - 1970: 29° - 1974: No clasificada - 1978: 17° - 1982: 17° \| - 1986: No clasificada - 1990: No clasificada - 1994: No clasificada - 1998: No clasificada - 2002: No clasificada \| - 2006: No clasificada - 2010: No clasificada - 2014: 9° - 2018: \| |                                                                        | |                                                                  |
| - 1949: No clasificada - 1952: 11° - 1956: No clasificada - 1960: No clasificada - 1962: 18° | - 1966: 19° - 1970: 29° - 1974: No clasificada - 1978: 17° - 1982: 17° | - 1986: No clasificada - 1990: No clasificada - 1994: No clasificada - 1998: No clasificada - 2002: No clasificada | - 2006: No clasificada - 2010: No clasificada - 2014: 9° - 2018: |

| \| - 1990: No clasificada - 1991: No clasificada - 1992: No clasificada - 1993: 12° - 1994: No clasificada - 1995: No clasificada - 1996: No clasificada \| - 1997: No clasificada - 1998: No clasificada - 1999: No clasificada - 2000: No clasificada - 2001: No clasificada - 2002: No clasificada - 2003: No clasificada \| - 2004: No clasificada - 2005: No clasificada - 2006: 10° - 2007: 7° - 2008: 10° - 2009: 8° - 2010: 13° \| - 2011: 10° - 2012: 13° - 2013: 16° - 2014: 16° - 2015: 15° - 2016: 17° \| | | |                                                                         |
| - 1990: No clasificada - 1991: No clasificada - 1992: No clasificada - 1993: 12° - 1994: No clasificada - 1995: No clasificada - 1996: No clasificada | - 1997: No clasificada - 1998: No clasificada - 1999: No clasificada - 2000: No clasificada - 2001: No clasificada - 2002: No clasificada - 2003: No clasificada | - 2004: No clasificada - 2005: No clasificada - 2006: 10° - 2007: 7° - 2008: 10° - 2009: 8° - 2010: 13° | - 2011: 10° - 2012: 13° - 2013: 16° - 2014: 16° - 2015: 15° - 2016: 17° |

| \| - 1948: No clasificada - 1950: No clasificada - 1951: No clasificada - 1955: 11° - 1958: 14° - 1963: 11° - 1967: No clasificada - 1971: 13° \| - 1975: No clasificada - 1977: 11° - 1979: No clasificada - 1981: 9° - 1983: 7° - 1985: No clasificada - 1987: No clasificada - 1989: No clasificada \| - 1991: 8° - 1993: 9° - 1995: No clasificada - 1997: 11° - 1999: No clasificada - 2001: No clasificada - 2003: No clasificada - / 2005: No clasificada \| - 2007: 4° - 2009: 12° - / 2011: 8° - / 2013: 8° - / 2015: 12° \| | | |                                                                |
| - 1948: No clasificada - 1950: No clasificada - 1951: No clasificada - 1955: 11° - 1958: 14° - 1963: 11° - 1967: No clasificada - 1971: 13° | - 1975: No clasificada - 1977: 11° - 1979: No clasificada - 1981: 9° - 1983: 7° - 1985: No clasificada - 1987: No clasificada - 1989: No clasificada | - 1991: 8° - 1993: 9° - 1995: No clasificada - 1997: 11° - 1999: No clasificada - 2001: No clasificada - 2003: No clasificada - / 2005: No clasificada | - 2007: 4° - 2009: 12° - / 2011: 8° - / 2013: 8° - / 2015: 12° |

| Copa Mundial          |
| --------------------- |
| - Sin participaciones |

### Otras competiciones
| Liga Europea |
| --- |
| - 2004: 6° - 2005: 2° - 2006: No participa - 2007: No participa - 2008: No participa - 2009: No participa - 2010: No participa - 2011: No participa - 2012: No participa - 2013: No participa - 2014: No participa |